# Arahidonska kiselina 5-hidroperoksid
Arahidonska kiselina 5-hidroperoksid (5-hidroperoksieikozatetraenoinska kiselina, 5-HPETE) je intermedijer u produkciji leukotriena A4 iz arahidonske kiseline.
Ovu kiselinu formira arahidonat 5-lipoksigenaza.